# NGC 459
NGC 459 (другие обозначения — UGC 832, MCG 3-4-17, ZWG 459.24, PGC 4665) — спиральная галактика в созвездии Рыбы. Открыта 15 октября 1784 астрономом Уильямом Гершелем, описывается Дрейером как «очень тусклый объект».
В августе 2011 года в рамках итальянского проекта поиска сверхновых в NGC 459 была обнаружена вспышка сверхновой типа II. Изначально она получила обозначение PSN J01180780+1733298, а после публикации SN 2011fv. При наблюдениях были видны спектральные линии водорода совместно с железом, что говорило о том, что наблюдение произошло через пару недель после взрыва.
Этот объект входит в число перечисленных в оригинальной редакции «Нового общего каталога».